# خسوس گارسیا پیتارک
خسوس گارسیا پیتارک (انگلیسی: Jesús García Pitarch؛ زادهٔ ۱۴ نوامبر ۱۹۶۳) بازیکن فوتبال اهل اسپانیا است.
از باشگاه‌هایی که در آن بازی کرده‌است می‌توان به باشگاه فوتبال اسپانیول، باشگاه فوتبال رئال مورسیا، باشگاه فوتبال ویارئال، و باشگاه فوتبال والنسیا اشاره کرد.
وی همچنین در تیم‌های ملی فوتبال زیر ۲۱ سال اسپانیا و اسپانیا بازی کرده‌است.